# Carl Ritter von Rasp

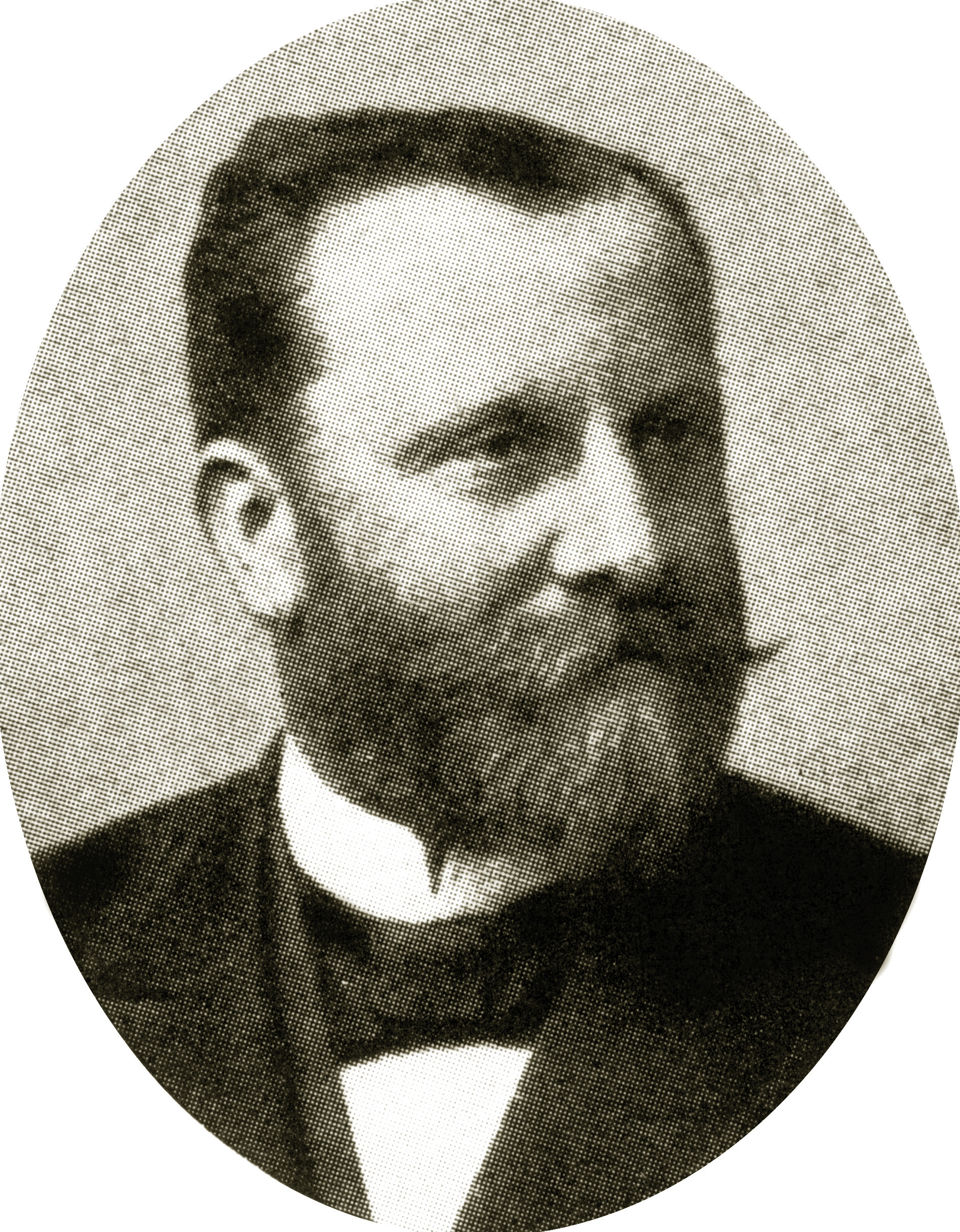
Carl Ritter von Rasp

Carl (Karl) Ritter von Rasp (* 3. November 1848 in München; † 14. Mai 1927 ebenda) war ein deutscher Versicherungsexperte.
Er studierte Rechtswissenschaften in München, nahm am Deutsch-Französischen Krieg teil, bevor er Ablegung der beiden juristischen Staatsprüfungen ablegte. Während seines Studiums trat er dem Akademischen Gesangverein München (AGV) bei. Im Jahr 1875 kam er als Magistratssekretär (später Magistratsrat) in die Dienste der Stadt München.
Rasp war von 1906 bis 1923 Generaldirektor der Bayerischen Versicherungsbank AG. Zudem war Ritter von Rasp Mitbegründer etlicher bedeutender Versicherungsverbände, so 1911 des späteren Reichsverbandes der Privatversicherung, der damals noch Vereinigung der Deutschen Privatversicherung hieß.